# Takashi Nagata
Takashi Nagata (永田 崇 Nagata Takashi?,  nacido el 13 de abril de 1972 en Chiba) es un exfutbolista japonés. Jugaba de delantero y su último club fue el Kyoto Purple Sanga de Japón.

## Trayectoria

### Clubes
| Club               | País  | Año         |
| ------------------ | ----- | ----------- |
| Kyoto Purple Sanga | Japón | 1995 - 1997 |